# Mohamed Husain
Mohamed Husain Bahzad (Manama, 31 luglio 1980) è un ex calciatore bahreinita, di ruolo difensore.

## Carriera
Ha rappresentato la sua Nazionale nel Campionato mondiale di calcio Under-17 del 1997, nella Coppa d'Asia 2004, nella Coppa d'Asia 2007 e nella Coppa d'Asia 2015.

## Palmarès

### Club

#### Competizioni nazionali
- Qatar Crown Prince Cup: 1

Al-Gharafa: 2000
- Qatar Stars Cup: 1

Al-Gharafa: 2001
- Coppa della Corona del Principe saudita: 1

Al-Ahli: 2002
- Coppa Principe Faisal Bin Fahad: 2

Al-Ahli: 2001, 2002
- Kuwait Emir Cup: 1

Al-Qadisiya: 2007
- Kuwait Federation Cup: 1

Al-Qadisiya: 2008
- Bahraini Premier League: 1

Al-Riffa: 2011-2012
- Campionato saudita: 1

Al-Nassr: 2014

#### Competizioni internazionali
- Champions League araba: 1

Al-Ahli: 2003
- Coppa dei Campioni del Golfo: 1

Al-Ahli: 2002